# 日布
日布（にっぷ、天保6年2月5日（1835年3月3日） - 大正8年（1919年）3月4日）は、大石寺第55世法主。下山姓。川越阿闍梨。広宣院。道号は泰勤。

## 略歴
- 1835年（天保6年）2月5日、武蔵国入間郡石井村（現・埼玉県坂戸市）の下山善輔の三男として誕生。
- 1841年（天保12年）1月16日、51世日英を師範として出家得度し、道号を泰勤と称した。
- 1852年（嘉永5年）4月20日、細草檀林に入檀。
- 1858年（安政5年）2月16日、総本山大石寺塔中・了性坊住職就任。
- 1874年（明治7年）12月12日、54世日胤より法の付嘱を受け、大石寺第55世日布として登座。
- 1876年（明治9年）、日興門流の8本山とその末寺により日蓮宗興門派が成立（1899年に本門宗と改称）。
- 1881年（明治14年）5月16日より1882年（明治15年）4月26日まで、日蓮宗興門派の第4代管長に就任。
- 1883年（明治15年）、国柱会と横浜問答を行った。
- 1889年（明治22年）5月21日、第56世日応へ法を付嘱した。
- 1892年（明治25年）4月1日から東方地方へ巡教した。
- 1919年（大正8年）3月4日、84歳で死去した。

| 先代 日胤 | 大石寺住職一覧 | 次代 日応 |